# Список умерших в 1799 году
В этой статье представлен список известных людей, умерших в 1799 году.
См. также: Категория:Умершие в 1799 году

## Январь
- 5 января — Владимир Голицын (67), дипломат и военный (отставной бригадир), представитель московской ветви княжеского рода Голицыных.
- 7 января — Джеймс Болтон (64), английский ботаник, миколог и орнитолог, специалист по тайнобрачным растениям.
- 9 января — Мария Гаэтана Аньези (80), итальянский математик и филантроп.
- 13 января — Иван Бельский (80), русский художник, академик исторической живописи Академии художеств.
- 22 января — Орас де Соссюр (58), швейцарский геолог, ботаник и альпинист.
- 23 января — Иларион, епископ Русской православной церкви.

## Февраль
- 4 февраля — Этьен-Луи Булле (70), французский архитектор-неоклассицист.
- 7 февраля — Цяньлун (87), шестой маньчжурский император династии Цин.
- 12 февраля — Ладзаро Спалланцани (70), известный итальянский натуралист и физик; рак мочевого пузыря.
- 16 февраля — Карл IV Теодор (74), курфюрст Баварии.
- 18 февраля — Иоганн Хедвиг (68), немецкий ботаник, специалист по тайнобрачным растениям, один из основоположников бриологии.
- 19 февраля — Жан-Шарль де Борда (65), французский математик, физик, геодезист, инженер, политолог и морской офицер.
- 20 февраля — Георг Унгер (55), немецкий архитектор.
- 24 февраля — Георг Лихтенберг (56), выдающийся немецкий учёный и публицист.

## Март
- 18 марта — Адам Эзер (82), — немецкий художник, скульптор, график и иллюстратор книг.

## Апрель
- 19 апреля — Александр Безбородко (52), светлейший князь, канцлер.
- 27 апреля — Луи де Каффарелли дю Фальга (43), французский генерал, начальник инженеров французской армии в Египте; неудачная ампутация руки после ранения.

## Май
- 1 мая — Антуан Ле Пикар де Фелиппо (32), французский офицер, одноклассник Наполеона.
- 4 мая — Типу Султан (48), фактический правитель княжества Майсур; погиб в бою.
- 6 мая — Алексей Попов (66), один из первых русских актёров.
- 9 мая — Клод Бальбатр (74), французский органист-виртуоз и композитор.
- 16 мая — Александр фон Круз (67), российский адмирал.
- 18 мая — Пьер Бомарше (67), знаменитый французский драматург и публицист.
- 30 мая — Николай Осипов (48), русский писатель, переводчик, автор множества компилятивных книг и переводов.

## Июнь
- 6 июня — Патрик Генри (63), американский государственный деятель, активный борец за независимость.
- 7 июня — Барбара Кампанини (78), итальянская танцовщица.
- 10 июня — Жозеф Болонь де Сен-Жорж, французский композитор, дирижёр, скрипач-виртуоз, королевский мушкетёр.
- 18 июня — Иоганн Андре (58), немецкий музыкант, композитор и музыкальный издатель.

## Июль
- 7 июля — Виктория Французская (66), седьмой ребёнок и пятая дочь короля Франции Людовика XV; рак груди.
- 7 июля — Уильям Кёртис (53), английский ботаник.

## Август
- 2 августа — Жак-Этьенн Монгольфье (54), младший из двух братьев Монгольфье, изобретатель воздушного шара.
- 3 августа — Хендрик Кобелль (47), североголландский художник, рисовальщик, офортист и гравёр.
- 4 августа — Джон Бакон (58), основатель британской школы скульптуры.
- 5 августа — Ричард Хау (73), британский адмирал.
- 6 августа — Маркус Блох (76), немецкий медик и натуралист, ихтиолог.
- 13 августа — Василий Баженов, российский архитектор, художник, теоретик архитектуры и педагог, представитель классицизма, член Российской академии.
- 15 августа — Бартелеми Жубер (30), французский дивизионный генерал; погиб в бою.
- 17 августа — Христиан Шпис (44), немецкий писатель.
- 21 августа — Иоганн Вальбаум (75), немецкий врач, натуралист, зоолог и таксономист.
- 29 августа — Пий VI (81), римский папа в 1775-99 годах.

## Сентябрь
- 7 сентября — Ян Ингенхауз (68), голландский и английский физик и химик.
- 7 сентября — Луи Ле Моннье (82), французский ботаник, миколог и врач.
- 8 сентября — Михаил Жеребцов (47), генерал-лейтенант; погиб в бою.
- 13 сентября — Иерофей (72), митрополит Киевский и Галицкий.
- 25 сентября — Иоганн Фридрих фон Готце (60), австрийский фельдмаршал-лейтенант; погиб в бою.
- 26 сентября — Уиллоуби Берти Абингдон (59), английский композитор и меценат.

## Октябрь
- 6 октября — Уильям Уизеринг (58), английский ботаник, миколог, геолог, химик и врач.
- 13 октября — Джузеппе Лагоц Ортис (33), итальянский военный, патриот; погиб в бою.
- 23 октября — Йожеф Баттьяни (72),  венгерский кардинал.
- 24 октября — Карл Диттерс фон Диттерсдорф (59), австрийский композитор и скрипач.
- 24 октября — Иоанн, епископ Русской православной церкви.

## Ноябрь
- 12 ноября — Александр Березин (76), городской голова Санкт-Петербурга.
- 20 ноября — Лев Нарышкин (66), обер-шталмейстер, знаменитый придворный балагур времён Петра III и Екатерины II.

## Декабрь
- 6 декабря — Джозеф Блэк (71), шотландский химик и физик.
- 12 декабря — Василий Петров (63), русский поэт.
- 14 декабря — Джордж Вашингтон (67), американский государственный деятель, первый президент США (1789—97).
- 18 декабря — Жан Монтукля (74), французский математик.
- 23 декабря — Арсений (63), архиепископ Русской православной церкви.
- 31 декабря — Григорий Гогель (58), действительный статский советник; обер-директор Московского Воспитательного Дома.
- 31 декабря — Жан Мармонтель (76), известный французский писатель.